# Centaur (raketa)
Centaur je ime raketnog stupnja koji se koristi kao gornji stupanj na nekim višestupanjskim raketama.
Centaur su zajedno zamislili američki stručnjaci Karel J. Bossart i Krafft A. Ehriche iz kompanije Convair. Ime je cijelom tom projektu iz 1956. godine dano po grčkom mitskom biću Kentauru. Od početka projekta Centaur pa sve do prvog neuspješnog lansiranja proći će dugih šest godina. Za otklanjanje svih nedostataka otkrivenog tijekom toga i sljedećih testova prolazi još tri godine tako da se svima počinje činiti kako je u gradnji jedan veliki promašaj.
Prvobitno zamišljena upotreba Centaura je bila za raketu Saturn I. Katastrofalno kašnjenje projekta Centaur znači da je on završen tek u doba kada se izbacuje iz upotrebe raketa za koju je prvobitno zamišljen. Nepovjerenje NASE da će Centaur napokon biti završen rezultira time da nije korišten ni za Saturn IB, a ni za Saturn V koji se pojavljuje tek 1967. godine.
Zlatno doba za projekt Centaur dolazi tek 1989. godine kada su na njega već gotovo svi bili zaboravili. Tada se počinje koristiti kao posljednji stupanj rakete Titan IV. Završetak korištenja tih raketa 2005. godine nije i završetak Centaura koji se od tada koristi pri lansiranju nove rakete Atlas V.
Pogon Centauru daje motor RL-10 koji koristi tekući vodik i tekući kisik. Kako ne bi došlo do prelaska topline s toplijeg kisika na mnogo hladniji vodik spremnici su odvojeni slojem staklenih vlakana u kojem zbog niske temperature nastaje vakuum.